# Dhalsim
Dhalsim is een speelbaar personage uit Capcoms reeks gevechtsspellen van Street Fighter. Het personage kwam voor het eerst voor in het spel Street Fighter II: The World Warrior.
Dhalsim maakte zijn debuut in de originele Street Fighter II als een van de acht originele belangrijke personages van het spel. Dhalsim is afkomstig uit India. Hij is heel erg lenig, en kan zijn ledematen uitrekken. In zijn achtergrondverhaal is hij gekarakteriseerd als een pacifist, die tegen zijn geloof gaat door deel te nemen aan de World Warrior toernooi om geld in te zamelen voor zijn dorp. In zijn einde, wint Dhalsim het toernooi en keert terug naar huis op zijn olifant Kodal. Drie jaar later, ontdekt Dhalsims zoon Datta een foto van zijn vader uit het toernooi.
Dhalsim zou later verschijnen in de Street Fighter Alpha sub-serie in Street Fighter Alpha 2 en Street Fighter Alpha 3. In zijn verhaal in de Alpha games (die voorafgaand de gebeurtenissen van Street Fighter II spelen), probeert Dhalsim om op een 'boze geest' (M. Bison) te jagen die een bedreiging is voor de wereld.
Dhalsim verschijnt ook in de Street Fighter EX sub-serie, te beginnen met de console-exclusieve versie, Street Fighter EX Plus Alpha, gevolgd door Street Fighter EX2 en Street Fighter EX3. Zijn karakterisering en motivatie zijn hetzelfde als in de vorige Street Fighter game.
Dhalsim is terug in Street Fighter IV samen met de rest van de originele World Warriors.
Dhalsim is ook een speelbare personage in een aantal cross-vechtspellen, onder andere X-Men vs Street Fighter, Marvel Super Heroes vs Street Fighter, Marvel vs. Capcom 2, Capcom vs SNK, Capcom vs SNK 2, SNK vs. Capcom: SVC Chaos en Street Fighter X Tekken. 
Abel · 
Adon · 
Akuma · 
Alex · 
Balrog · 
Birdie · 
Blanka · 
Cammy · 
Charlie · 
Chun-Li · 
Cody · 
Crimson Viper · 
Dan · 
Dee Jay · 
Dhalsim · 
De Dolls · 
Dudley · 
Eagle · 
E. Honda · 
Elena · 
El Fuerte · 
Fei Long · 
Gen · 
Gill · 
Gouken · 
Guile · 
Guy · 
Hakan · 
Hugo · 
Ibuki · 
Ingrid · 
Juri · 
Karin · 
Ken · 
M. Bison · 
Makoto · 
Necro · 
Oni · 
Oro · 
Poison · 
R. Mika · 
Remy · 
Rolento · 
Rose · 
Rufus · 
Ryu · 
Sagat · 
Sakura · 
Sean · 
Seth · 
T. Hawk · 
Twelve · 
Urien · 
Vega · 
Yang · 
Yun · 
Zangief